# Alexandros Raptīs
Alexandros Raptīs (in greco Αλέξανδρος Ράπτης?; Patrasso, 16 febbraio 2000) è un pallavolista greco, schiacciatore del Nice.

## Carriera

### Club
La carriera di Alexandros Raptīs inizia nella formazione dell'Olympias, dove muove i primi passi a livello giovanile. Appena diciottenne, approda tra i professionisti nella stagione 2018-19, esordendo in Volley League col Panathīnaïkos, venenendo inoltre premiato come miglior giocatore under 20: nelle quattro annate con i verdi conquista due scudetti, venendo inoltre premiato come MVP e miglior schiacciatore del campionato 2019-20, e altrettante edizioni della Coppa di Lega.
Per il campionato 2022-23 approda al PAOK, aggiudicandosi la Coppa di Grecia e venendo premiato come miglior giocatore del torneo, mentre nel campionato seguente è di scena per la prima volta all'estero, disputando la Ligue A francese con lo Stade Poitevin, conclusi gli impegni coi transalpini, disputa in play-off promozione di Serie A2 con la Porto Robur Costa, terminando l'annata in Italia. Nella stagione 2024-25 viene ingaggiato dal Nice, tornando nella massima divisione francese.

### Nazionale
Nel 2017 viene convocato dalla nazionale greca under 19 per le qualificazioni al campionato europeo, mentre un anno dopo partecipa anche con l'under 20 alle qualificazioni al campionato europeo.
Nel 2018 riceve le prime convocazioni in nazionale maggiore, disimpegnandosi alle qualificazioni al campionato europeo 2019; un anno dopo, invece, conquista la medaglia d'argento alla European Silver League.

## Palmarès
- Campionato greco: 2

2019-20, 2021-22
- Coppa di Grecia: 1

2022-23
- Coppa di Lega: 2

2019-20, 2021-22

### Nazionale (competizioni minori)
- European Silver League 2019

### Premi individuali
- 2019 - Volley League: Miglior giocatore under 20
- 2020 - Volley League: MVP
- 2020 - Volley League: Miglior schiacciatore
- 2023 - Coppa di Grecia: MVP